# Thunar
Thunar – domyślny menedżer plików w środowisku Xfce, stworzony przez Benedikta Meurera. W wersji 4.4 zastępuje Xffm. Thunar jest podobny do Nautilusa – menedżera plików z GNOME. Głównym założeniem projektu jest łatwość obsługi. W założeniach twórców Thunar ma być menedżerem „lekkim” (niewymagającym dużych zasobów systemowych) i szybkim. Można rozszerzać jego możliwości za pomocą wtyczek. Użytkownik ma także możliwość dodawania konfigurowalnych „akcji”, dostępnych poprzez menu kontekstowe. Thunar dysponuje narzędziem do zmiany nazw grup plików (obsługującym także tagi audio).